# 케니 다이크스트라
켄 돈(Ken Doane, 1986년 3월 16일 ~ )은 본명이 케네스 조지 돈(Kenneth George Doane)인 미국의 프로레슬링선수다. 월드 레슬링 엔터테인먼트 (WWE)의 브랜드 러와 스맥다운에서 활동할 때의 링네임 케니 다이크스트라(Kenny Dykstra), 간단히 케니(Kenny)로도 잘 알려져 있다.
다이크스트라는 킬러 코왈스키로부터 트레이닝을 받아 2001년 15살이 되던 해 데뷔하기에 이르렀다. 월드 레슬링 엔터테인먼트의 요구에 따라 양성 기관인 오하이오 밸리 레슬링 (OVW)에서 활동하였다. 2003년 5월, 켄 피닉스(Ken Phoenix)라는 이름으로 WWE 데뷔를 하였다. OVW에서 활동할 당시 다이크스트라는 텔레비전 챔피언이 한번 되었다. 챔피언 자리에서 내려온 후에는 레슬링 팀 스피릿 스쿼드의 일원이 되었다. 스피릿 스쿼드는 2006년 1월 러에서 데뷔하였으며 월드 태그팀 챔피언을 3개월 동안 하였다. 스피릿 스쿼드 활동 당시에는 케니라는 링네임을 사용했다.
스피릿 스쿼드가 와해된 후, WWE 텔레비전에서 활동하는 팀의 유일한 멤버가 되었다. 이후, 새로운 링네임인 케니 다이크스트라를 사용하기 시작하였다. 2007년 6월, 다이크스트라는 스맥다운 브랜드로 드래프트되었으나 2008년 11월 계약이 만료되어 WWE를 떠나게 되었다. 이후 드래건 게이트 USA와 같은 인디 단체에서 활동을 했고 8년만에 WWE에 컴백하게 되었다.

## 경력

### 초기 경력
다이크스트라는 2001년 15살의 나이로 데뷔하였다. 뉴잉글랜드 지방에서 활동하면서 켄 피닉스(Kenn Phoenix)라는 링네임을 사용하였다. 그 후, 매사추세츠주의 몰든 지역에서 킬러 코왈스키에게 트레이닝을 받는다. 월드 레슬링 엔터테인먼트 (WWE)와 계약에 성공한 후, WWE의 양성 기관인 오하이오 밸리 레슬링 (OVW)에서 활동하게 되었다. 2003년 5월 12일 러의 에피소드에서 켄 피닉스라는 링네임으로 17살의 나이에 처음 데뷔하였다. 남자형제인 마이크 피닉스와 함께 로드니 맥과 경기를 하였으나 1분 31초만에 패하였다. 2004년 6월 4일 오하이오 밸리 레슬링과 정식 계약을 맺었다. 2005년 6월 3일, 첫 단독 경기인 스즈키 겐조와의 경기에서 승리하였다. 3주 후인 6월 25일, 듀스 셰이드를 상대로 승리하여 텔레비전 챔피언이 되었다. 하지만, 같은 해 11월 9일 CM 펑크에게 패하여 챔피언 자리에서 내려오게 되었다.

## 수상
- WWE 월드 태그팀 챔피언 (구 버전) 1회